# Ocyale discrepans
Ocyale discrepans är en spindelart som beskrevs av Roewer 1960. Ocyale discrepans ingår i släktet Ocyale och familjen vargspindlar.
Artens utbredningsområde är Etiopien. Inga underarter finns listade i Catalogue of Life.